# 烈皇小識
《烈皇小識》，明朝野史，編年體裁，共八卷，吴县文秉撰。

## 內容架構
全書始於崇禎帝朱由檢即位，至李自成攻破北京、崇禎帝自縊，以及李自成九宮山死難告終，書末附有何腾蛟《逆闯伏诛疏》。自序曰：“年來屏跡深山，間有客相過從，詢及舊事”、“又承同誌或一人一事相示，因纂抄成冊”，於當日諫臺奏疏採錄頗備。「明季稗史匯編」收有此書。